# 佩恩山
73°8′S 163°0′E / 73.133°S 163.000°E
佩恩山（英語：Pain Mesa）是南極洲的山峰，位於維多利亞地，處於托賓山以北，屬於梅薩山脈的一部分，由新西蘭探險隊命名，現時由南極條約體系管理。